# Президент Северогерманского союза
Союзный президент (нем. Bundespräsidium) — должность главы Северогерманского союза, существовавшая с 1867 по 1871 год.

## История

### Создание Северогерманского союза
Экономическое, политическое и военное усиление Пруссии, ставшей после побед над Данией в 1864 году и над Австрийской империей в 1866 году доминирующей державой на территории Центральной Европы, решило германский вопрос в пользу его малогерманского варианта. Подписанный 18 августа 1866 года договор между Пруссией и другими северогерманскими государствами привел к образованию временного Августовского альянса (нем. Augustbündnis), заключенного на срок до образования нового союза, который должен был быть создан на основе конституции будущего государственного образования.

### Конституция Северогерманского союза
Фундаментом основного закона создаваемого союза послужили Основы новой союзной конституции (нем. Grundzüge einer neuen Bundesverfassung), которые Бисмарк, тогда министр-президент Пруссии, 10 июня 1866 года переслал правительствам Германского союза для ознакомления. В них должность главы нового государственного образования ещё не упоминалась, речь лишь шла о «союзной власти» (нем. Bundesgewalt) в целом. Сам Бисмарк в одном из писем к прусскому военному министру Роону отмечал, что «форма, в которой прусский король будет осуществлять свою власть над Германией, никогда не имела для меня большого значения». Однако, уже в предоставленном на рассмотрение конституционного рейхстага проекте конституции Северогерманского союза впервые появляется понятие «союзный президиум» (нем. Bundespräsidium), которое по сути имело то же значение, что и «союзный президент» (нем. Bundespräsident), но звучало менее либерально и не давало намёка на хоть какую-то близость к республике. Как и было видно из текста «союзный президиум» был вовсе не коллегиальным органом, а соответствовал должности главы союза. 16 апреля 1867 года конституция была принята, а 1 июля она уже вступила в силу.

## Конституция Северогерманского союза о союзном президенте
Президентство (председательство) в Северогерманском Союзе согласно статье 11 конституции принадлежало прусской короне (нем. Das Präsidium des Bundes steht der Krone Preußen zu). Президент получал право (ст. 11):
- представлять союз согласно международному праву
- от имени союза объявлять войну и заключать мир
- входить в союзы и другие договоры с иностранными государствами
- аккредитовать и принимать послов
- созывать, открывать, отсрочивать и закрывать бундесрат (союзный совет) и рейхстаг (ст. 12)
- назначать союзного канцлера (ст. 15)
- назначать должностных лиц союза, приводить их к присяге и увольнять в необходимых случаях (ст. 18)
- при наступлении бедственного положения устанавливать специальный низкий тариф на железнодорожные перевозки (ст. 46)

Законопроекты, подготовленные бундесратом, вносились на рассмотрение рейхстага от имени президента совета (ст. 16). К ведению президента относились выработка и публикация союзных законов и надзор за их исполнением (ст. 17), при этом постановления и распоряжения самого президента нуждались в контрасигнатуре союзного канцлера. Решение бундесрата о роспуске рейхстага требовало согласия президента союза (ст. 24). Президент осуществлял на территории союза высшее руководство почтой и телеграфом (ст. 50), надзирал над работой консульских учреждений и назначал консулов (ст. 56).
Кроме того, напрямую, без упоминания должности президента, король Пруссии объявлялся союзным военачальником (нем. Bundesfeldherr), под его же командование ставились и военно-морские силы (ст. 53 и 63).

## Вильгельм I, президент Северогерманского союза и император Германии
Первым и единственным президентом Северогерманского союза был тогдашний король Пруссии Вильгельм I. Свой королевский титул («божьей милостью» предназначенный ему по праву рождения) он ценил выше президентского, а позднее и императорского, считая последние лишь должностью или поручением. К тому же, Вильгельм воспринимал себя больше пруссаком, чем немцем. Кроме того, формально Северогерманский союз был скорее аристократической республикой, нежели монархией, поскольку власть принадлежала главам государств-членов союза, среди которых прусский монарх был первым среди равных.
Успехи Северогерманского союза во Франко-прусской войне подтолкнули южногерманские государства (великие герцогства Баден и Гессен, королевства Бавария и Вюртемберг) в ноябре 1870 года к вступлению в союз. Согласно договору с Баденом и Гессеном Северогерманский союз переименовывался в Германский (нем. Deutscher Bund), а новое государственное образование получило новую по названию конституцию, содержание которой, однако, изменилось лишь за счет перечисления привилегий отдельных членов союза. В статье 11 конституции Германского союза, вступившей в силу с 1 января 1871 года, было сказано, что президент союза носит титул германский кайзер (нем. Deutscher Kaiser). 18 января того же года в Версале Вильгельм I принимает титул германского императора, и с того момента должность союзного президента считается упразднённой (хотя упоминание «президиума» сохраняется в конституции Германской империи до утраты ею силы в 1919 году).

## Галерея

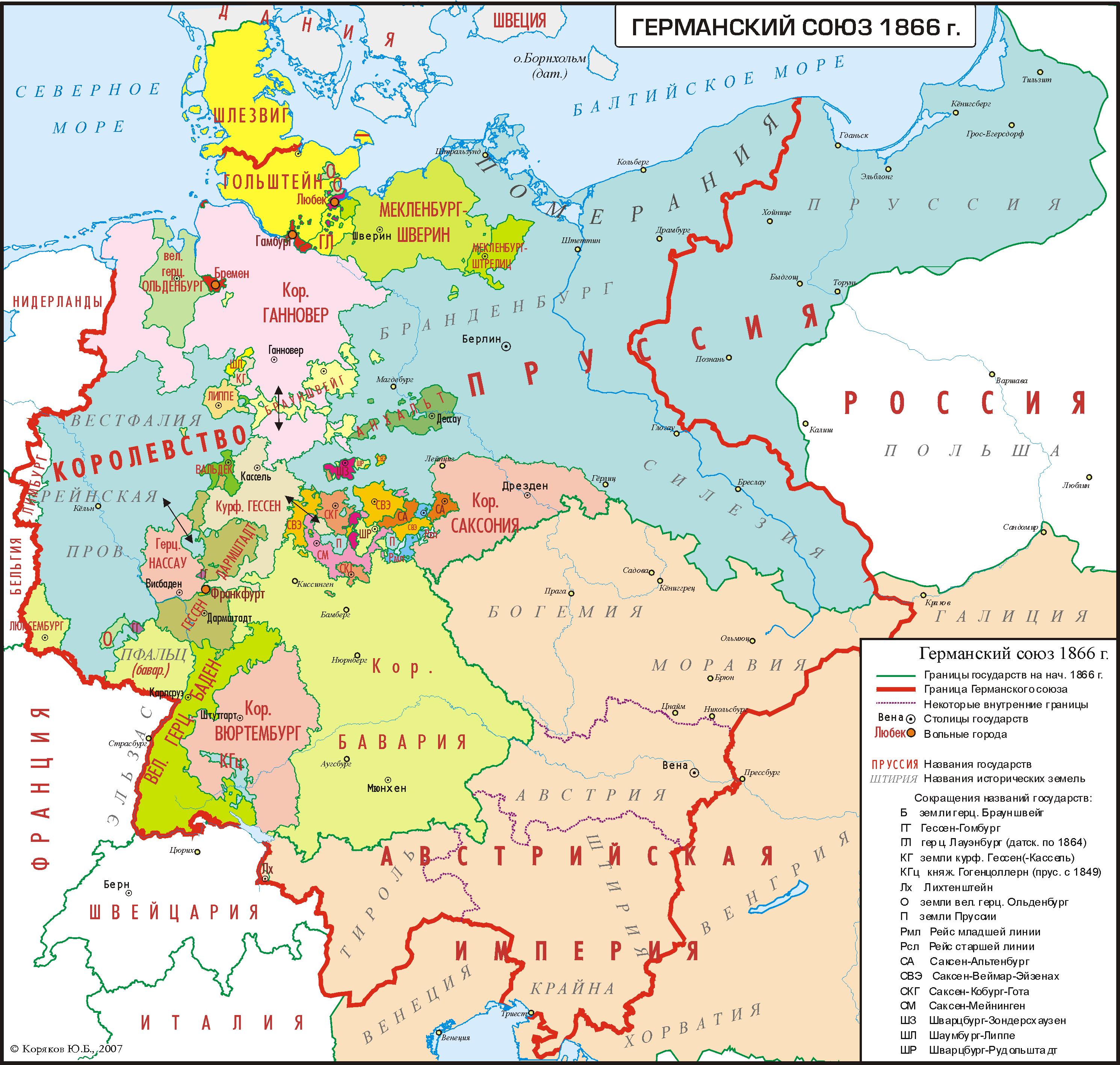
Германский союз в 1866 году
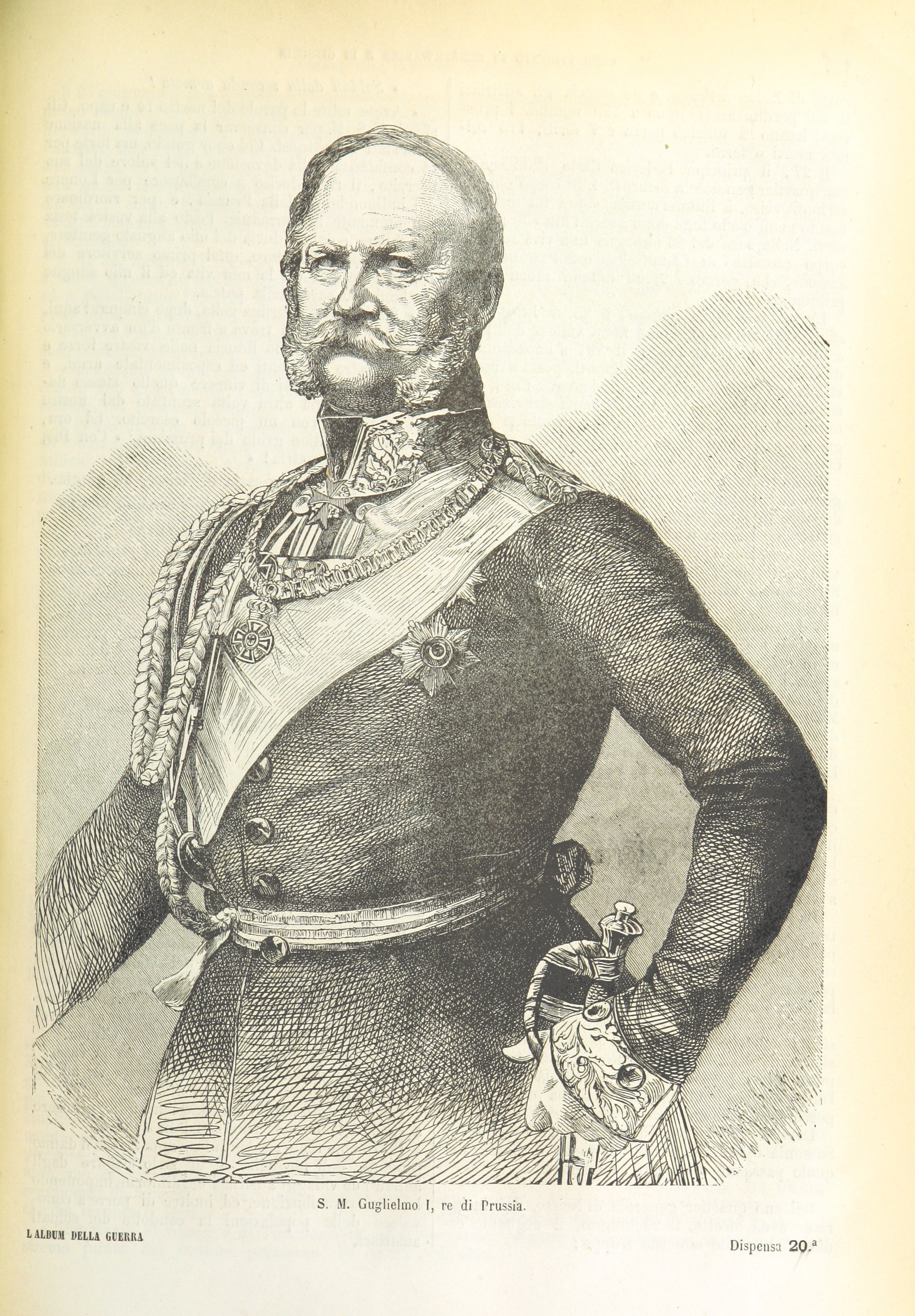
Вильгельм I (1866)
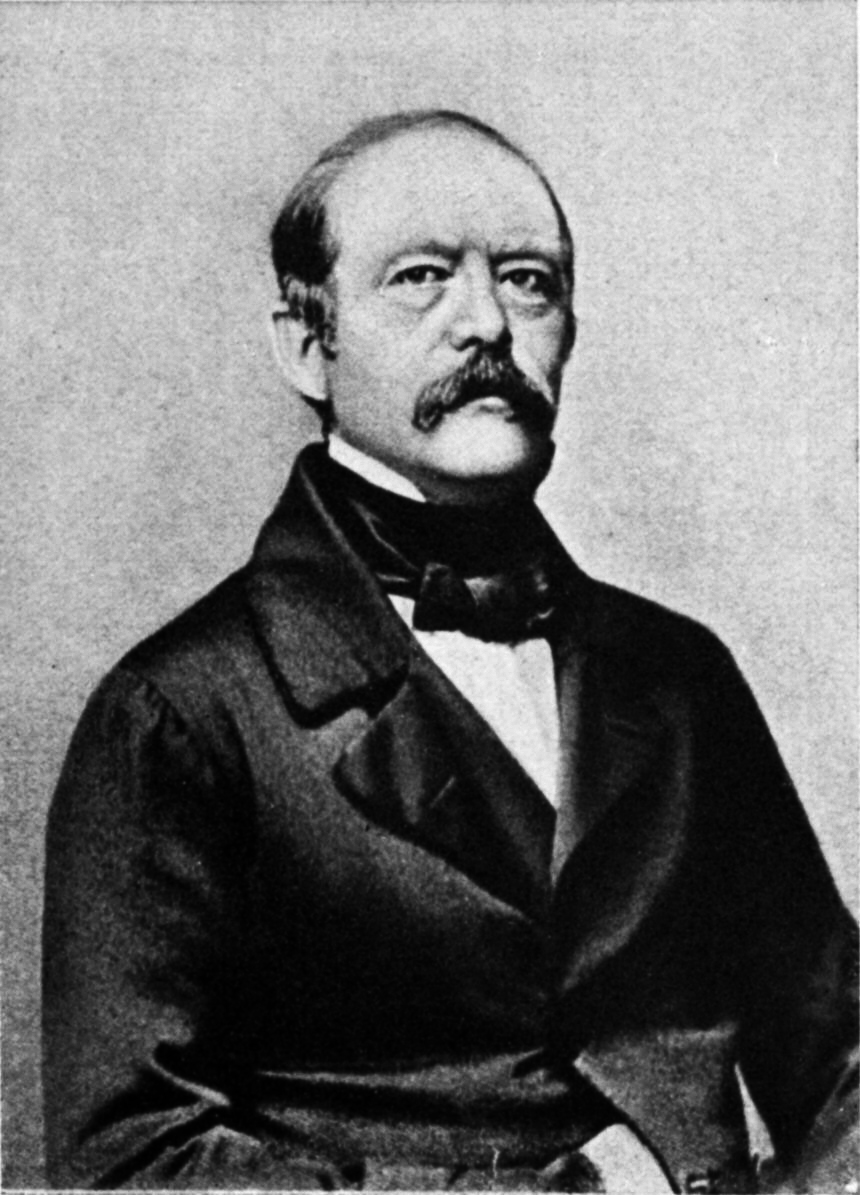
Отто фон Бисмарк, инициатор разработки и принятия конституции Северогерманского союза
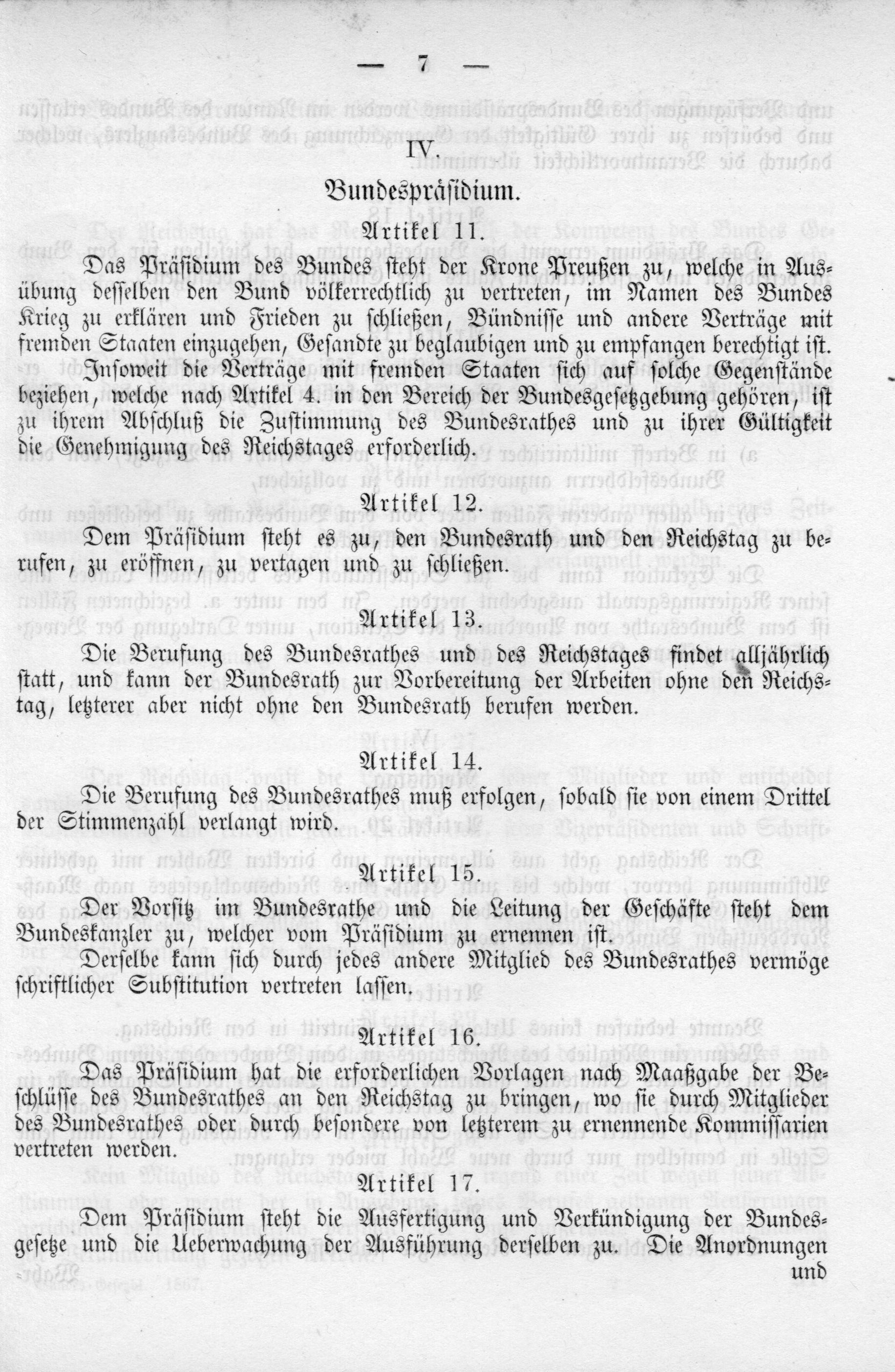
Раздел конституции Северогерманского союза о союзном президенте
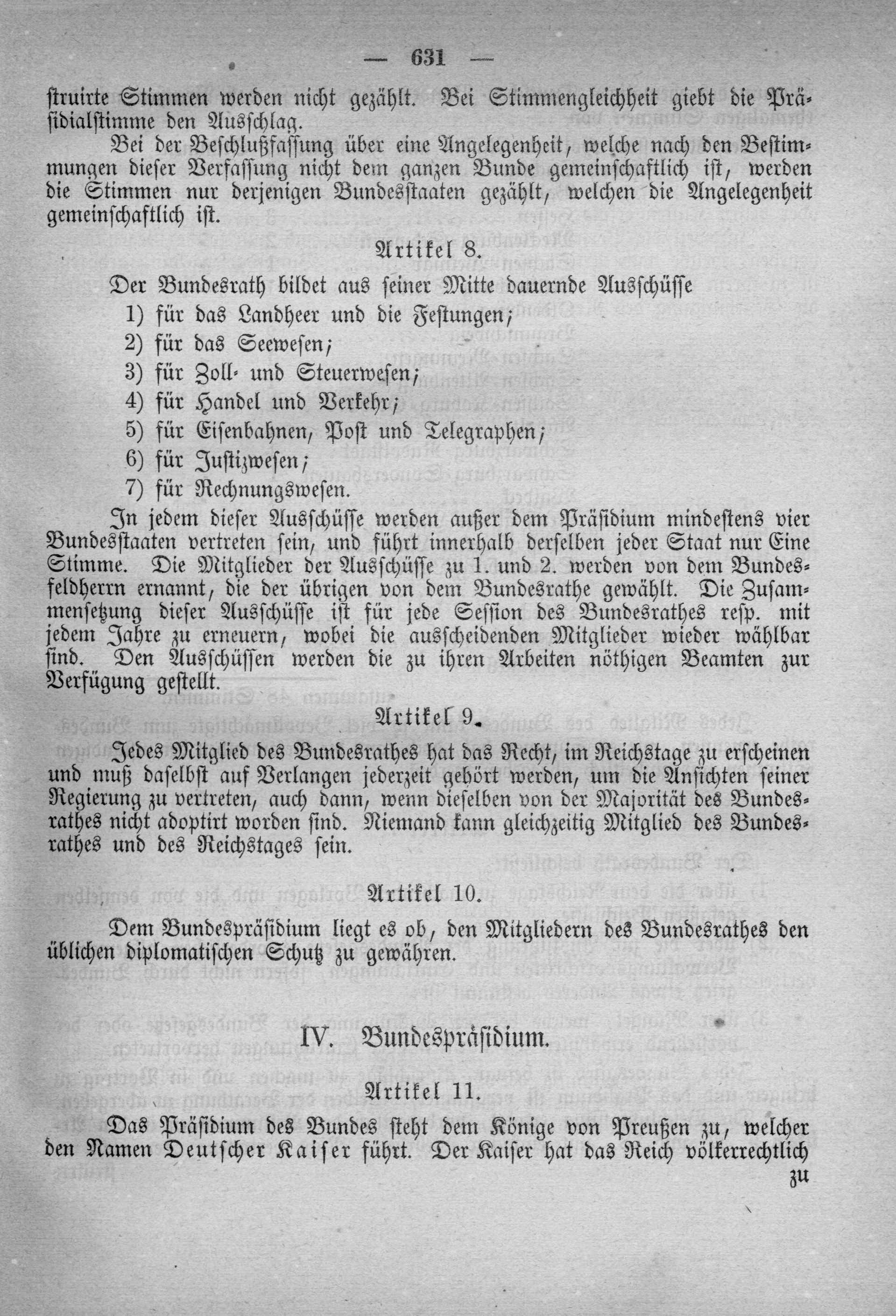
Конституция Германского союза о союзном президенте
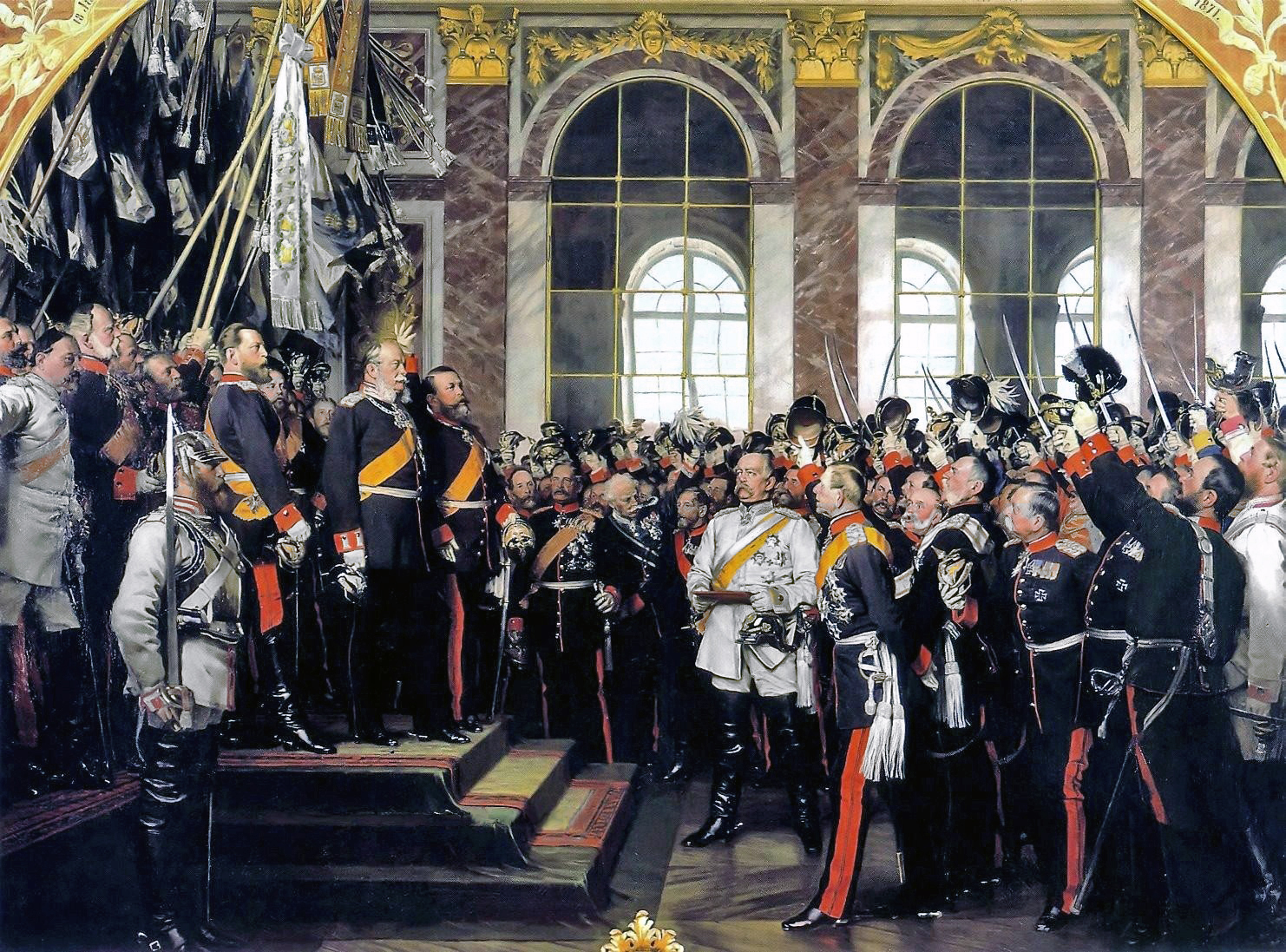
Провозглашение Вильгельма I германским императором